# 阿麻美許曾神社
阿麻美許曾神社（あまみこそじんじゃ）は、大阪市東住吉区矢田にある神社。延喜式神名帳に記載されている河内国丹比郡の式内社で、旧社格は郷社。

## 祭神
- 素盞嗚尊
- 天児屋根命
- 事代主命

現在の祭神は上記の3柱であるが、「金剛寺本」には1座と記載されており、元の主祭神は不明確である。この地域が中臣氏の支配地域であったことから、神社名に含まれる「許曾」（こそ）が尊称を表すことと考え合わせ、中臣氏の阿摩比古命（アマノヒコノミコト）が主祭神だったのではないか、とする推定がある。一方、先代旧事本紀の記述によれば、物部氏の彦己蘓根命（ヒコミソネノミコト）が河内の国造に任じられ、「丹比の天見丘に葬る」とあることから、元は彦己蘓根命が祭神であったのを、物部氏が滅んだ後に中臣氏がこの地を占拠して、祭神を入れ替えた可能性がある、という考えもある。

## 歴史
阿麻美許曾神社は式内社であり、社伝によれば、大同年間（大同元年=806年頃）の創建とされているが、おそらくそれより古いであろうとされている。「許曽」は新羅の言葉に由来するとされ、朝鮮半島からの渡来人が先祖を祀ったのが起こりではないかとされている。
手水舎の東側に「行基菩薩安住之地」という石碑があり、行基がこの地に居住していたという伝承がある。しかしこの伝承は江戸時代くらいから見られるようになったもので、「行基年譜」にこうした記録が見られないことから、実証が難しい説だとされている。
この神社を含む一帯はもともと（後に大阪市の一部となる）矢田村の一部であったが、江戸時代に大和川の付け替えにより川が矢田村を分断し、神社は大和川の南岸に切り離されてしまうことになった。この際に、南岸に残された矢田村の大半は後の松原市となる側に編入されることになったが、神社は矢田村の氏神であったことから、神社の周囲と参道のみは矢田村に残留した。このために、神社周辺は大和川の南岸にありながら大阪市に属しており、参道に相当する部分（下高野街道）が細長く松原市に食い込んで大阪市として存在している。
境内には明治初年まで、「天見山」の山号を持つ神宮寺が所在しており、神仏習合の歴史を残していたが、廃仏毀釈により廃寺となった。しかし、寺の山門が参道に残されている。

## 社殿
現在の拝殿は1863年（文久3年）の建築で、本殿は独特の阿麻美造という様式で1960年（昭和35年）に再建された。境内には、樹齢500年を超える巨大なクスノキや、神馬の像がある。

## その他
松原市の天美という地名は阿麻美に由来している。神社は大阪市域ではあるが、松原市天美地区の氏神である。一方、前述したように矢田村の氏神であるという記述もある。
阿麻美許曽神社、布忍神社、柴籬神社、我堂八幡宮、屯倉神社、阿保神社の6社で「開運松原六社参り」を行っている。阿麻美許曽神社を除く5社は松原市域にある神社である。

## 交通
- 近鉄南大阪線河内天美駅下車、徒歩約20分
- 大阪市高速電気軌道(Osaka Metro)御堂筋線あびこ駅から北港観光バス（天美北二丁目行）であまみ神社前下車すぐ